# Южное Даньозеро
Южное Даньозеро — пресноводное озеро на территории Амбарнского сельского поселения Лоухского района и Куземского сельского поселения Кемского района Республики Карелии.

## Общие сведения
Площадь озера — 1,5 км². Располагается на высоте 66,7 метров над уровнем моря.
Форма озера округлая. Берега изрезанные, каменисто-песчаные, преимущественно заболоченные.
Через озеро течёт безымянный водоток, вытекающий из Северного Даньозера и впадающий в озеро Гагарино, через которое протекает река Воньга, впадающая, в свою очередь, в Белое море.
Населённые пункты и автодороги вблизи водоёма отсутствуют.
Код объекта в государственном водном реестре — 02020000711102000003627.